# Rubén Vargas Céspedes
Ismael Rubén Vargas Céspedes (15 de diciembre de 1970) es un abogado peruano. Fue ministro del Interior del Perú por 15 días, desde el 18 de noviembre al 2 de diciembre de 2020 durante el Gobierno de Francisco Sagasti.

## Biografía
Hijo de Ismael Vargas Cárdenas y Gertrudis Céspedes Ocampo. Nacido en el distrito de Huancaray, provincia de Andahuaylas, región de Apurímac
Es abogado con una maestría en Derecho Constitucional por la Pontificia Universidad Católica del Perú. Se ha especializado en Derechos Humanos en Alemania y en temas sobre seguridad ciudadana y reforma policial en Chile. También cuenta con formación contra-terrorismo y antinarcóticos en los Estados Unidos.
De 2002 a 2003 fue director general de la Oficina de Defensa Nacional del Ministerio del Interior, bajo la gestión del ministro Gino Costa.
En agosto de 2016 fue designado viceministro de Orden Interno del Ministerio del Interior por el presidente Pedro Pablo Kuczynski. Ejerció el cargo hasta que fue destituido (se dio por concluida su designación) en marzo de 2018.
En 2018, Vargas fue designado presidente ejecutivo de la Comisión Nacional para el Desarrollo y Vida sin Drogas por el mandatario Martín Vizcarra, renunciando al cargo en noviembre de 2020.

### Ministro del Interior

#### Polémica por cambios en la Policía Nacional
El 23 de noviembre de 2020, el presidente Francisco Sagasti anunció que había decidido hacer cambios en los altos mandos de la Policía Nacional y manifestó que designaría al general César Augusto Cervantes como comandante general. Tras el anuncio, los generales Orlando Velasco Mujica (Comandante general), Jorge Lam Almonte (Subcomandante general) y Herly Rojas Liendo (Inspector general) renunciaron a sus puestos. En las cartas de renuncia, los generales advirtieron que el General Cervantes ocupaba el número 18 en el escalafón de oficiales y que de su futura designación contravendría el Decreto Legislativo 1267 y el Decreto Supremo 011-2019-IN por lo que resultaría ilegal. Cabe mencionar que dichas normas establecen que el Comandante General deberá ser elegido entre los Tenientes Generales de mayor antigüedad en el escalafón de oficiales. En caso de no alcanzar la disponibilidad de Tenientes Generales, la terna se completará con los Generales de mayor antigüedad en el escalafón de oficiales.

Artículo 7.- Comandancia General
La Comandancia General está a cargo de un Oficial General de Armas de la Policía Nacional del Perú en situación de actividad, en el grado de Teniente General y su designación recaerá de entre los tres Tenientes Generales de mayor antigüedad en el escalafón de oficiales. En caso de no alcanzar la disponibilidad de Tenientes Generales, la terna se completará con los Generales de mayor antigüedad en el escalafón de oficiales.
Decreto Supremo Nº 011-2019-IN

Ante la polémica, los exministros del Interior José Luis Pérez Guadalupe, Fernando Rospigliosi, Félix Murazzo, Rómulo Pizarro se manifestaron en contra de los cambios realizados por el presidente Sagasti. Pérez Guadalupe pidió la renuncia del nuevo comandante general y calificó que el pase al retiro fue ilegal. Rospigliosi manifestó que la reforma "no corresponde" a un gobierno de transición. Murazzo sostuvo que "la desinformación ha inducido a error al Presidente de la República". Pizarro sostuvo que el gobierno no puede desconocer la normativa y que la medida vulnera la ley policial. De la misma manera, el exministro de Defensa, Roberto Chiabra pidió que el presidente Sagasti acepte la renuncia del ministro del Interior Rubén Vargas
En un pronunciamiento, excomandantes generales de la Policía Nacional consideraron que la medida resultó de una "malinterpretación" de la Ley Policial y calificaron el pase al retiro de 18 oficiales como una "maniobra antidemocrática" y como una "lesión a la institucionalidad". Entre los firmantes se encuentran los tenientes generales José Manuel Tisoc Lindley, Carlos Rodríguez Tirado, Félix Murazzo, Eduardo Jaime Pérez Rocha, David Nicolás Rodríguez Segeu, Luis Hermilio Montoya Villanueva, José Armando Sánchez Farfán, Mauro Walter Remicio Maguiño, Miguel Hidalgo Medina, Raúl Óscar Becerra Velarde, Raúl Salazar Salazar, Max Reinaldo Iglesias Arévalo. 
El día 27 de noviembre, 15 exministros del Interior en conjunto (Fernando Rospigliosi, Félix Murazzo, Rómulo Pizarro, Remigio Hernani Meloni, Octavio Salazar Miranda, Miguel Hidalgo Medina, Óscar Valdés Dancuart, Daniel Lozada Casapia, Wilver Calle Girón, Daniel Urresti Elera, José Luis Pérez Guadalupe, Vicente Romero Fernández, Mauro Medina Guimaraes, Carlos Morán, César Gentille Vargas) expresaron su preocupación por los hechos y calificaron el nombramiento del nuevo comandante general como "violación de la ley". Del mismo modo, consideraron que el presidente Sagasti había sido inducido a un grave error. Por su parte, el expresidente Martín Vizcarra consideró que el relevo en los altos mandos realizado por Sagasti "no es legal" y que el régimen debía "respetar la institucionalidad".
El día 1 de diciembre, el exdictador Francisco Morales Bermúdez junto con 7 exministros de Defensa (Julio Velásquez Giacarini, Roberto Chiabra, Jorge Kisic Wagner, Jorge Moscoso, Walter Martos y Jorge Chávez Cresta), 12 exjefes del Comando Conjunto de las Fuerzas Armadas y excomandantes generales del Ejército, la Marina de Guerra y la Fuerza Aérea calificaron que el relevo en la Policía fue "ilegal" y sostuvieron que la decisión "es contraria al ordenamiento jurídico, afecta la moral de la Policía Nacional del Perú y menoscaba el trabajo que esta institución realiza". El día 2, el periodista Nicolás Lúcar dio a conocer el testimonio de un exmiembro del desactivado Grupo Especial de Inteligencia (GEIN) que reveló que el medio hermano del ministro, Zenon Vargas Cárdenas, fue dirigente del grupo terrorista Sendero Luminoso, capturado en 1992 junto a Abimael Guzmán. y que fue condenado a una pena privativa de la libertad de 23 años; la cual culminó el 11 de septiembre del 2015. Conocida esta información, el ministro renunció a su cargo a tan solo dos semanas de haber asumido funciones.